# IVB Umwelttechnik

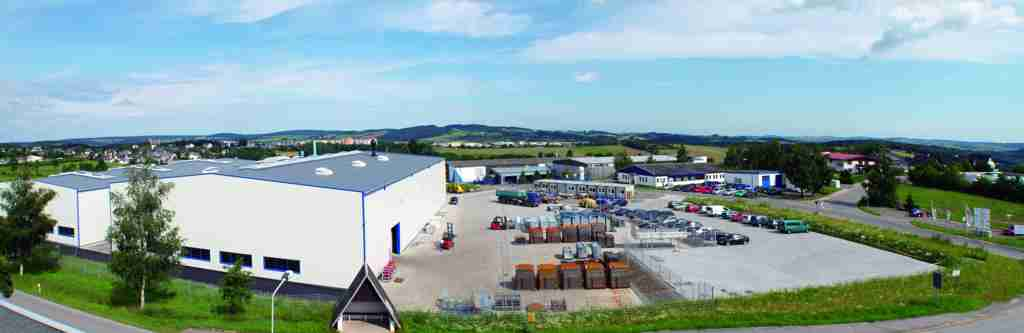
IVB Umwelttechnik GmbH

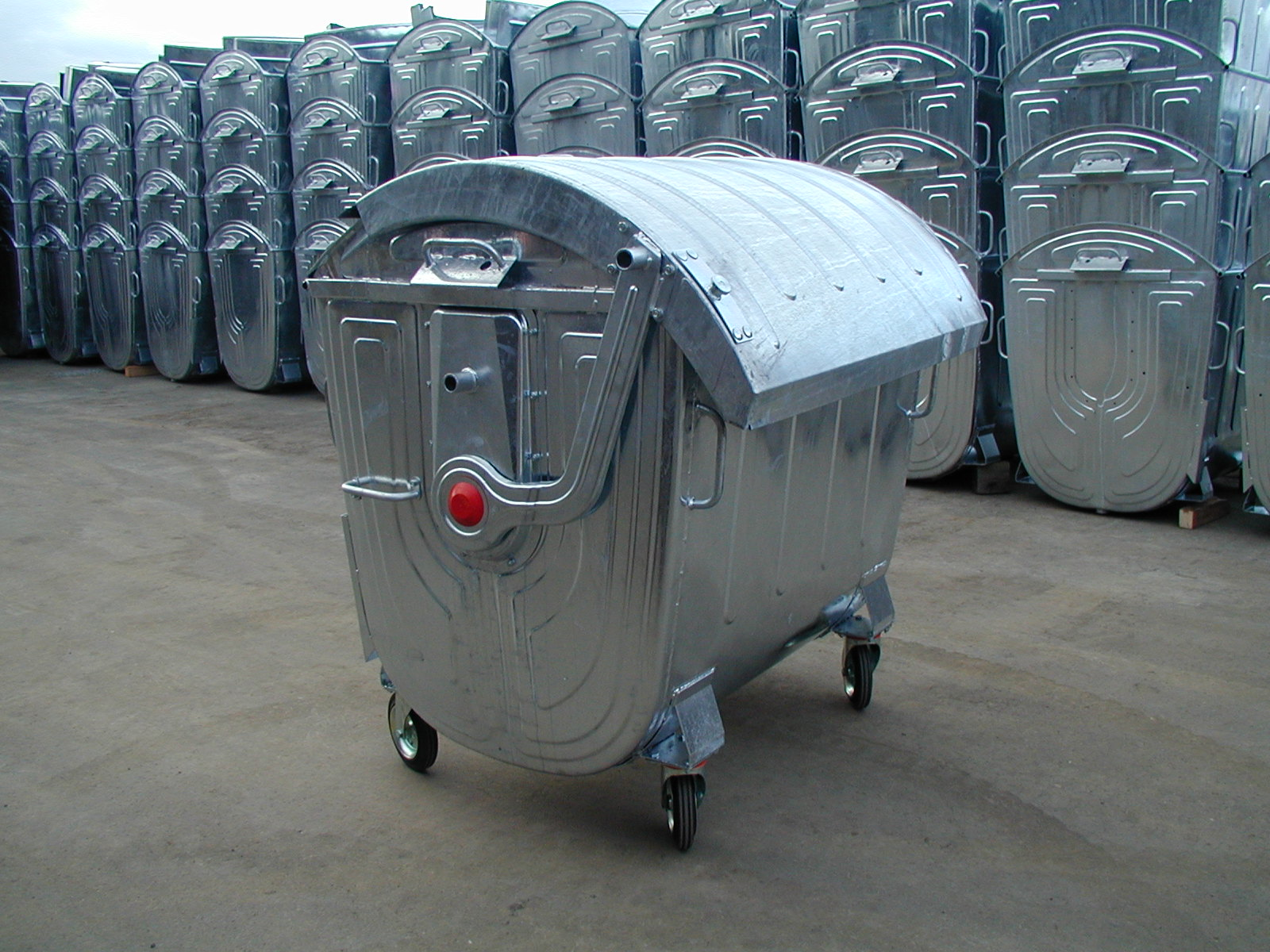
Müllbehälter

Die IVB Umwelttechnik GmbH ist ein mittelständisches Unternehmen mit Sitz in Annaberg-Buchholz.
Der Name wurde abgeleitet von Industriefertigung von Behältersystemen.
Das Unternehmen nimmt innerhalb Deutschlands eine marktführende Stellung in der Konstruktion und Fertigung von Metallabfallbehältern für private und kommunale Entsorger ein.

Der Exportanteil am Umsatz liegt derzeit bei ca. 40 %, da das Unternehmen u. a. Großkunden in Nigeria, den Vereinigten Arabischen Emiraten und Russland beliefert. Der Umsatz des Unternehmens liegt bei 12,2 Millionen Euro.

## Produkte
Das Unternehmen stellt Abfallbehälter aus Stahl, Edelstahl oder Aluminium her.
Zur Produktpalette gehören Frontumleer-, Heckumleer-, Müllgroß- und Depotcontainer mit einem Fassungsvermögen von 660 bis 7500 Liter. Diese variieren typenbezogen in der Art der Schüttungsaufnahme sowie Größe, Material und Anzahl der Räder und Deckel.
Die Depotcontainer für Altglas erfüllen die EU-Richtlinien für Lärmschutz und tragen das RAL-Umweltzeichen „Blauer Engel“.
Seine Produkte und Neuentwicklungen präsentiert das Unternehmen auf nationalen und internationalen Messen, so z. B. auf der Entsorga-Enteco in Köln, der Internationalen Fachmesse für Wasser, Abwasser, Abfall und Recycling (IFAT) in München und der International Building and Construction Show in Dubai.

## Innovationen des Unternehmens
Die im November 2008 eröffnete Annaberger Feuerverzinkungs-GmbH (AFZ) arbeitet eng mit der IVB Umwelttechnik GmbH zusammen. Sie gehören beide derselben Holding an. Die AFZ zählt dank eines speziellen Eintauchverfahrens in der Feuerverzinkung und einem Zinkkessel von 4 m Tiefe zu den modernsten der Welt.
Im September 2009 wurde die mit eigenen Mitteln und gefördert durch das Sächsische Staatsministerium für Wirtschaft und Arbeit gebaute neue Endmontagehalle in Betrieb genommen, um die Kapazität für die Behältermontage zu erhöhen.
Die IVB Umwelttechnik GmbH ist aktives Mitglied im GGAWB (Gütergemeinschaft Abfall- und Wertstoffbehälter e.V.) und trägt dazu bei, EU-Normen und Gesetze für die Entsorgungsindustrie auf den Weg zu bringen und zu optimieren.
Durch eine eigene Konstruktionsabteilung erfolgen ständig Neuentwicklungen und Patentierungen im Bereich der Behälterkonstruktion und -fertigung, wodurch das Unternehmen sich von Konkurrenten unterscheidet und seine führende Stellung am Markt sichern kann.
Ziel des Unternehmens ist es, weiterhin die marktführende Stellung in Konstruktion und Fertigung von Frontumleerbehältern beizubehalten und ein wichtiger Arbeitgeber der Region zu bleiben.

## Patentbeispiele
- Patent  DE19633520C2: Verschließbarer Abfallbehälter, insbesondere als Frontlade-Großbehälter. Angemeldet am 9. August 1996, veröffentlicht am 16. Dezember 1999, Erfinder: John Metzner, Uwe Metzner.‌
- Gebrauchsmuster  DE20018496U1: Frontumleerbehälter mit am Behälterkorpus angeordneten verriegel- und schwenkbaren Zwischenrahmen. Angemeldet am 28. Oktober 2000, veröffentlicht am 1. März 2001, Anmelder: IVB Umwelttechnik GmbH.‌
- Patent  EP1318954B1: Deckel für grossvolumiger Müllbehälter, insbesondere für Frontumleerbehälter. Angemeldet am 28. August 2001, veröffentlicht am 12. Mai 2004, Anmelder: IVB Umwelttechnik GmbH, Erfinder: John Metzner, Uwe Metzner.‌
- Gebrauchsmuster  DE202004006850U1: Verschwenkbare Deckeleinheit für großvolumige Umleerbehälter. Angemeldet am 29. April 2004, veröffentlicht am 8. September 2005, Anmelder: IVB Umwelttechnik GmbH.‌